# Jinošice
Jinošice je vesnice v okrese Benešov, je součástí obce Bystřice. Nachází se asi 3,5 km na jihovýchod od Bystřice. Je zde evidováno 27 adres. V katastrálním území Jinošice leží i části obce Líštěnec a Opřetice. Jinošice spravuje Osadní výbor Jinošice, který má 7 členů.

## Gramatika
Název Jinošice je podstatné jméno pomnožné. Správné skloňování je tedy Jinošice bez Jinošic.

## Historie
První písemná zmínka o vesnici pochází z roku 1394.